# Tibouchina paratropica
Tibouchina paratropica är en tvåhjärtbladig växtart som först beskrevs av August Heinrich Rudolf Grisebach, och fick sitt nu gällande namn av Célestin Alfred Cogniaux. Tibouchina paratropica ingår i släktet Tibouchina och familjen Melastomataceae. Inga underarter finns listade i Catalogue of Life.